# HD 39543
HD 39543，又名CD-29 2556，SAO 170945、HR 2043，是一颗恒星，视星等为6.45，位于銀經234.68，銀緯-25.02，其B1900.0坐标为赤經5h 48m 7.6s，赤緯-29° -25.02′ 24″。